# Diócesis de Nacala
La diócesis de Nacala (en latín: Dioecesis Nacalana y en portugués: Diocese de Nacala) es una circunscripción eclesiástica latina de la Iglesia católica en Mozambique, sufragánea de la arquidiócesis de Nampula. La diócesis tiene al obispo Alberto Vera Aréjula, O. de M. como su ordinario desde el 25 de abril de 2018.

## Territorio y organización
La diócesis tiene 26 000 km² y extiende su jurisdicción sobre los fieles católicos de rito latino residentes en parte de la provincia de Nampula, comprendiendo el área antes llamada Ilha de Moçambique, que se extiende por la costa marítima a partir del río Lúrio al norte y hasta el distrito de Moginqual por el sur. Comprende los distritos de: Eráti (llamado Namapa hasta 1994), Memba, Nacaroa, Monapo, Mogincual, Liúpo (creado en 2013 con los puestos administrativos de Liúpo y de Quinga del distrito de Mogincual), Mossuril, Nacala-a-Velha, Nacala Porto (o Nacala) e Isla de Mozambique (creado en 2013 con la ciudad de Isla de Mozambique).
La sede de la diócesis se encuentra en la ciudad de Nacala, en donde se halla la Catedral de Nuestra Señora del Buen Viaje.
En 2019 en la diócesis existían 24 parroquias agrupadas en 3 zonas pastorales: Nacala, Carapira y Eráti.

## Historia
La diócesis fue erigida el 11 de octubre de 1991 mediante la bula In Mozambicano del papa Juan Pablo II, obteniendo el territorio de la arquidiócesis de Nampula (los entonces distritos de: Namapa, Nacaroa, Memba, Monapo, Mogincual, Mossuril, Nacala-a-Velha, Nacala Porto y la ciudad de Isla de Mozambique).

## Estadísticas
De acuerdo al Anuario Pontificio 2020 la diócesis tenía a fines de 2019 un total de 1 210 000 fieles bautizados.
| Año                                                                             | Población            | Población | Población      | Sacerdotes | Sacerdotes    | Sacerdotes    | Bautizados por sacerdote | Diáconos permanentes | Religiosos | Religiosos | Parroquias |
| Año                                                                             | Bautizados católicos | Total     | % de católicos | Total      | Clero secular | Clero regular | Bautizados por sacerdote | Diáconos permanentes | Varones    | Mujeres    | Parroquias |
| ------------------------------------------------------------------------------- | -------------------- | --------- | -------------- | ---------- | ------------- | ------------- | ------------------------ | -------------------- | ---------- | ---------- | ---------- |
| 1999                                                                            | 258 662              | 2 077 562 | 12.5           | 28         | 5             | 23            | 9237                     |                      | 27         | 65         | 22         |
| 2000                                                                            | 268 175              | 2 077 562 | 12.9           | 28         | 6             | 22            | 9577                     |                      | 27         | 62         | 22         |
| 2001                                                                            | 268 175              | 2 077 562 | 12.9           | 28         | 6             | 22            | 9577                     |                      | 27         | 63         | 22         |
| 2002                                                                            | 270 000              | 2 080 000 | 13.0           | 36         | 5             | 31            | 7500                     |                      | 37         | 65         | 22         |
| 2003                                                                            | 271 000              | 2 100 000 | 12.9           | 36         | 7             | 29            | 7527                     |                      | 34         | 64         | 22         |
| 2004                                                                            | 276 000              | 2 100 000 | 13.1           | 34         | 7             | 27            | 8117                     |                      | 38         | 53         | 22         |
| 2013                                                                            | 312 000              | 2 591 000 | 12.0           | 43         | 19            | 24            | 7255                     |                      | 36         | 60         | 24         |
| 2016                                                                            | 1 119 058            | 2 717 457 | 41.2           | 38         | 13            | 25            | 29 448                   |                      | 51         | 65         | 24         |
| 2019                                                                            | 1 210 000            | 2 938 000 | 41.2           | 40         | 15            | 25            | 30 250                   |                      | 57         | 65         | 24         |
| Fuente: Catholic-Hierarchy, que a su vez toma los datos del Anuario Pontificio. |                      |           |                |            |               |               |                          |                      |            |            |            |

## Episcopologio
- Germano Grachane, C.M. (11 de octubre de 1991-25 de abril de 2018 retirado)
- Alberto Vera Aréjula, O. de M., desde el 25 de abril de 2018